# Joachim Schürmann

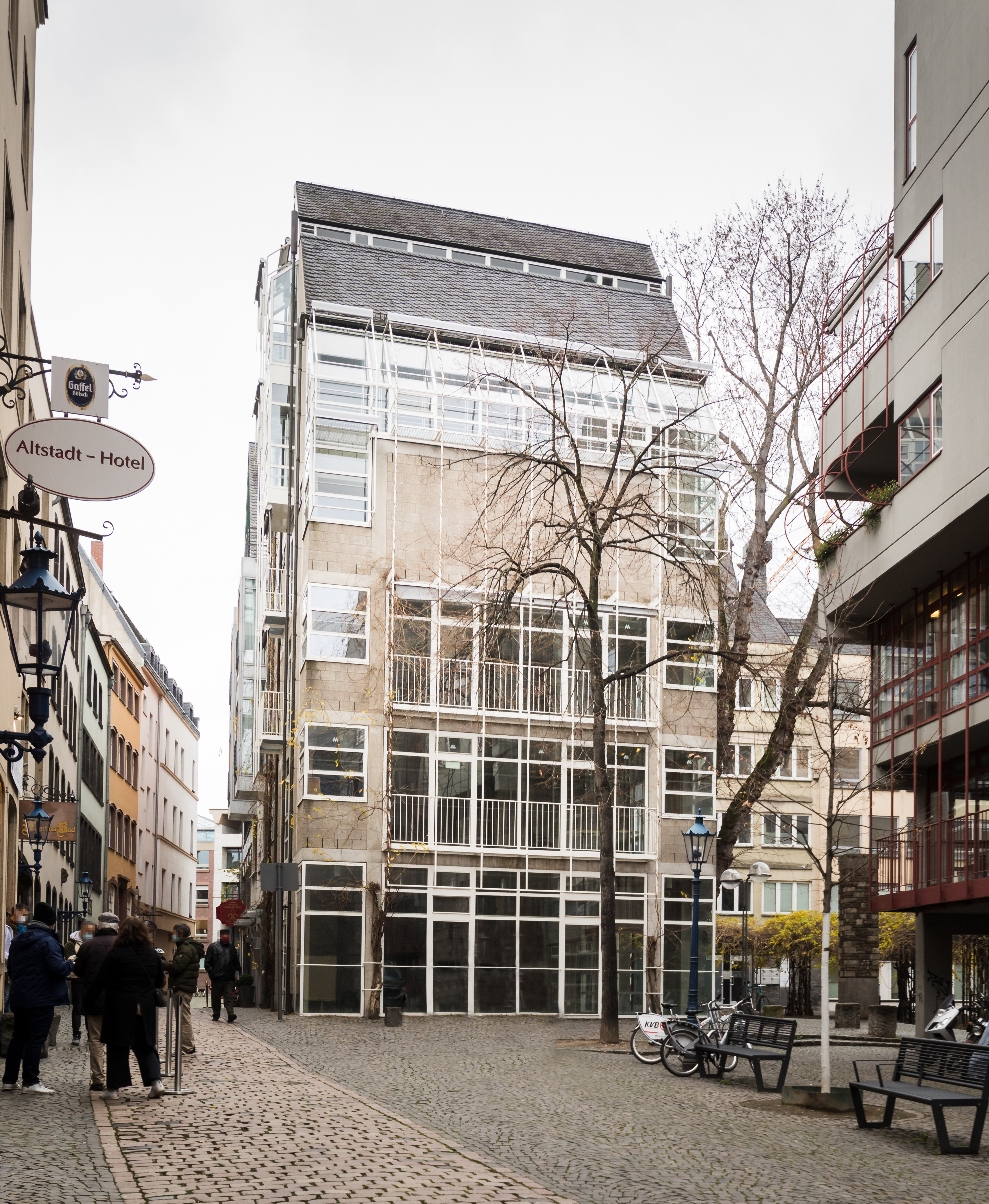
Lintgasse 9, bis 2008 Haus der Architektur Köln

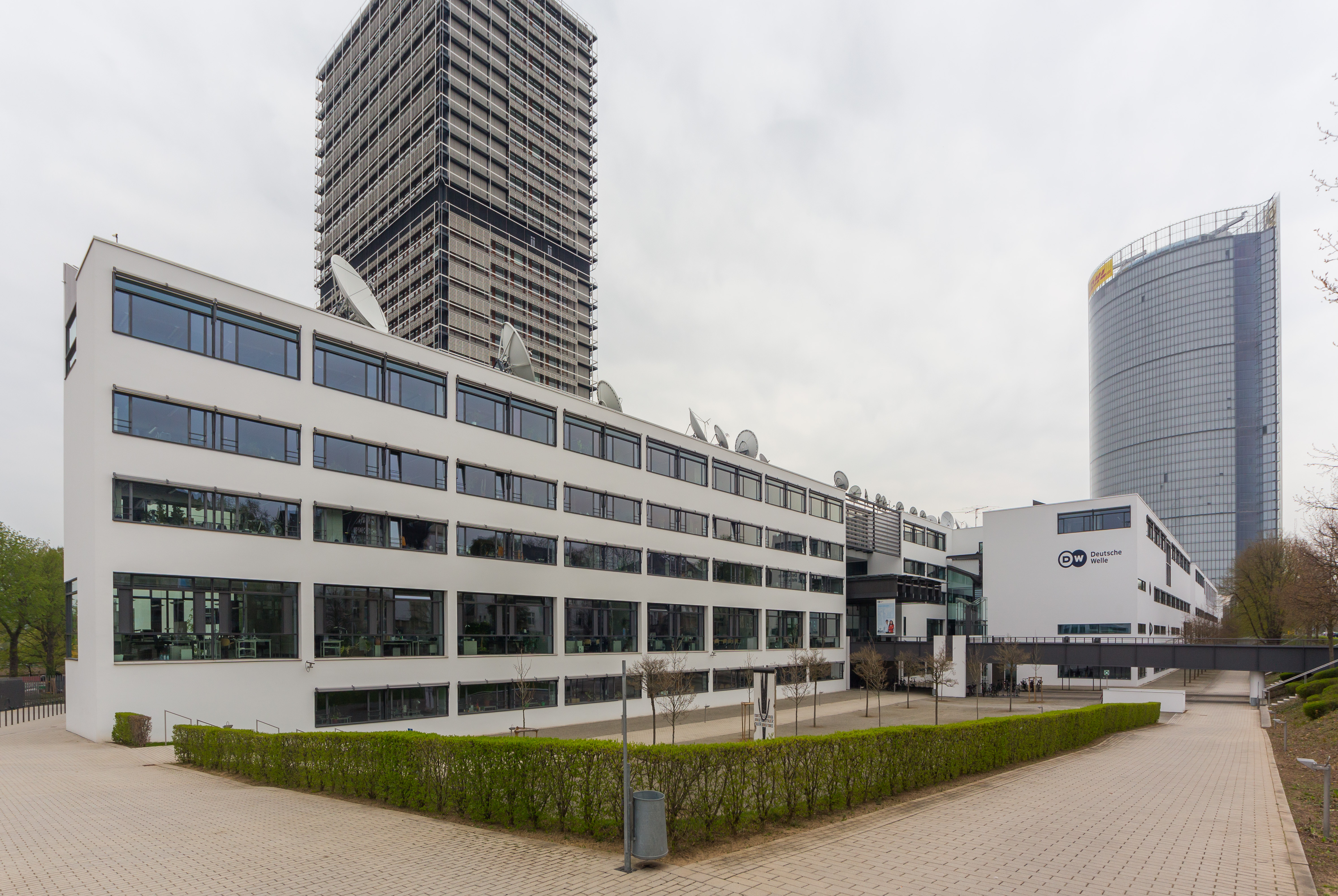
Schürmann-Bau, Bonn (Foto: 2013)

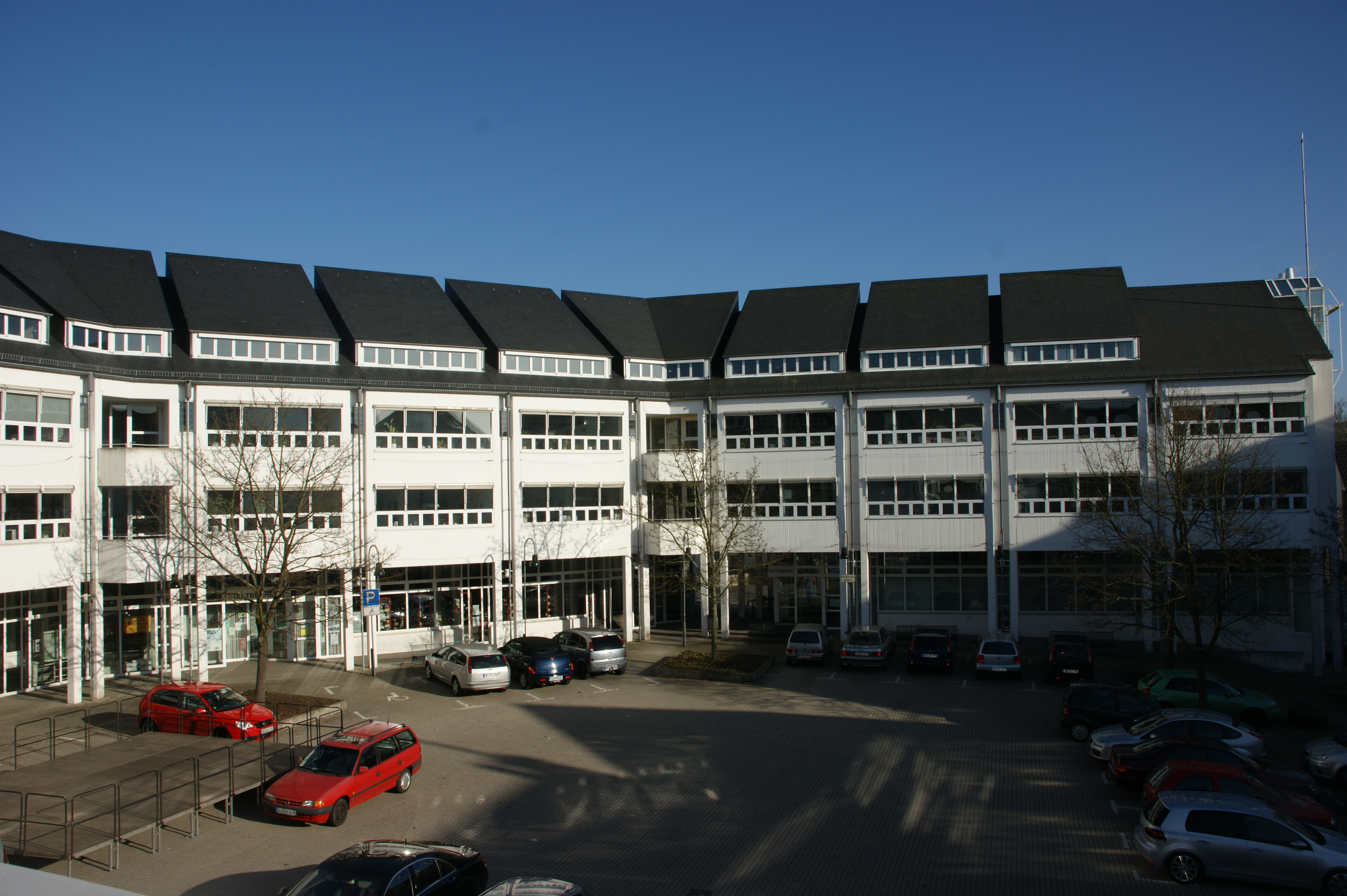
Rathaus Bad Honnef (Foto: 2011)

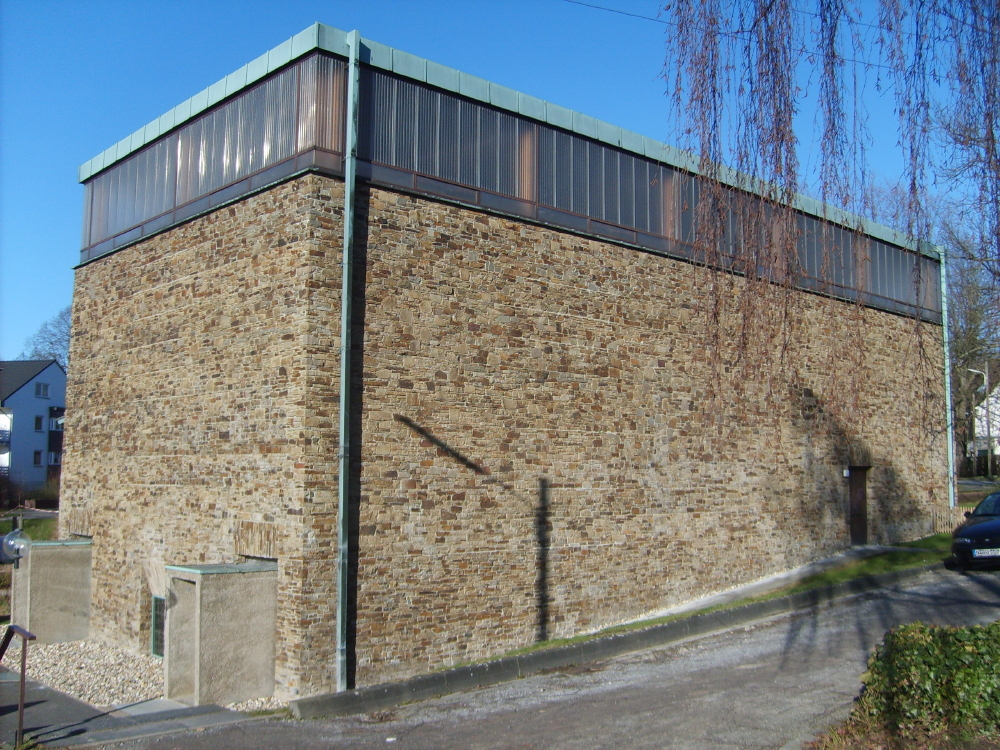
Christ König Wuppertal (Foto: 2008)

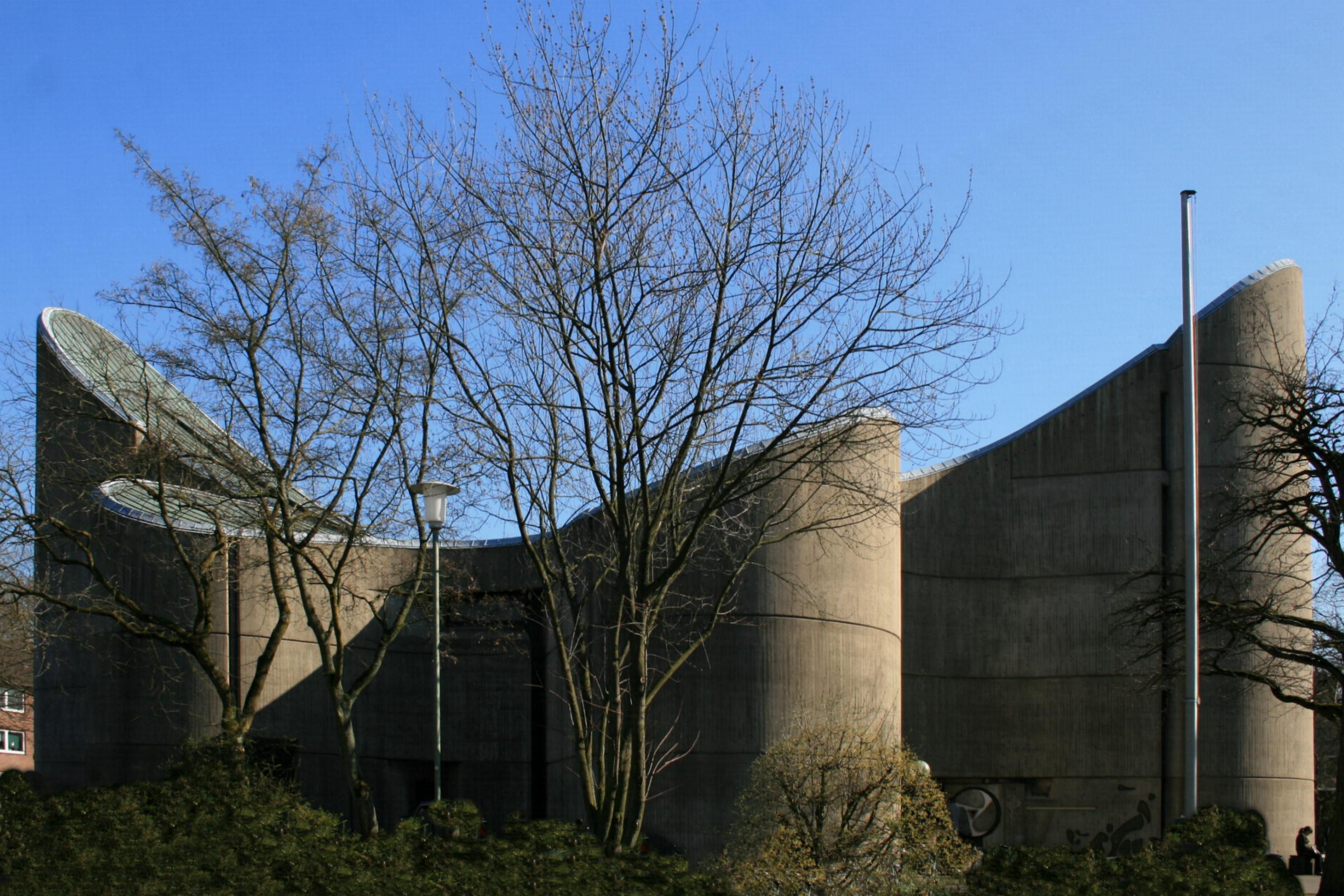
St.-Pius-Kirche, Neuss (Foto: 2011–2012)

Joachim Schürmann (* 24. September 1926 in Viersen; † 8. Dezember 2022 in Köln) war ein deutscher Architekt.

## Leben
Joachim Schürmann wuchs in Dresden und Darmstadt auf und studierte an der Technischen Hochschule Darmstadt bis 1949 Architektur. Er war verheiratet mit der Architektin Margot Schürmann (1924–1998), mit der er zeitlebens zusammenarbeitete. Aus der Ehe gingen zwei Söhne und zwei Töchter hervor, die ebenfalls Architekten wurden, unter anderem die Professoren Felix Schürmann und Peter Schürmann.
Schürmann lebte in Köln. Sein erstes Büro als freier Architekt gründete er dort 1956. Sein letztes Büro in der Lintgasse diente seit dem 8. Mai 2005 bis 2008 teilweise als Kölner Haus der Architektur. Ab 1966 war Schürmann auch Professor für Entwerfen an der Technischen Hochschule Darmstadt. Er war seit 1977 Mitglied der Berliner Akademie der Künste, seit 1984 Ehrenmitglied der Heinrich-Tessenow-Gesellschaft Nordrhein-Westfalen sowie Mitglied der Sächsischen Akademie der Künste in Dresden.
Bis ins hohe Alter arbeitete Schürmann noch immer in seinem Büro, zuletzt mit Büropartnerin Valeska Zohm und mit jungen Nachwuchskräften als Angestellten.
Joachim Schürmann starb am 8. Dezember 2022 im Alter von 96 Jahren in Köln. Er wurde in der Grabstätte seiner Ehefrau auf dem Kölner Zentralfriedhof Melaten beigesetzt.

## Werke und Auszeichnungen
Schürmann gewann in vier Jahrzehnten mehr als 50 erste Preise in Wettbewerben mit Entwürfen für Bauten, die überwiegend in Köln und der Region entstanden: Privathäuser, darunter seine eigenen, Büro- und Verwaltungsgebäude, Schulen und auch Sakralbauten wie Christ König in Wuppertal. Besonders zu erwähnen ist der Wiederaufbau von Groß St. Martin in Köln zwischen 1961 und 1985. Seine Arbeiten zeichnen sich durch eine klare Formensprache in der Tradition von Mies van der Rohe aus. Einige frühe Werke können dem Brutalismus zugerechnet werden. Die wichtigsten Auszeichnungen sind die Heinrich-Tessenow-Medaille in Gold 1986 und zweimal der Deutsche Architekturpreis: 1981 für das Quartier St. Martin in Köln und 1991 für das Postamt Köln 3. Im Jahr 2004 erhielt er einen von fünf alle drei Jahre ausgelobten Preisen Auszeichnung guter Bauten 2003 des regionalen BDA Bonn-Rhein-Sieg für seinen zwischen 1996 und 2003 im Bonner Regierungsviertel erbauten Schürmann-Bau (als Bundestagsgebäude geplant), der in der Bauphase durch das Rheinhochwasser in Mitleidenschaft gezogen wurde. Heute dient er der Deutschen Welle als Funkhaus. 2007 erhielt er den vom Hamburger Senat wieder ausgelobten und jetzt mit 20.000 € dotierten Fritz-Schumacher-Architekturpreis. Ferner erhielt er in den Jahren 1961, 1980 und 1990 den Kölner Architekturpreis.
Im März 2006 wurde Schürmans letzter Entwurf für das Kölner Jüdische Museum bekannt, das er an der Stelle des mittelalterlichen Judenviertels gegenüber dem Rathaus sehen wollte. Schürmann plante das durch den Krieg zerstörte und zu einem freien Platz gewordene Gelände bereits seit Anfang der 1970er Jahre nach den jeweiligen politischen Vorgaben zuerst als Kongresszentrum; in den 1980ern sollten wie bei dem Quartier St. Martin neben dem Museum auch Geschäfte und Wohnungen entstehen. Beides wurde nicht realisiert. Die neuerlichen Pläne sollten weitgehend mit Hilfe von Sponsoren umgesetzt werden. In Planung waren zwei weitere Museumsprojekte, darunter das Museum für Architekturfotografie nahe dem Museum Stiftung Insel Hombroich bei Neuss.
Im Herbst 2007 (August bis 4. Oktober) wurde in der Kirche Groß St. Martin die Ausstellung Ein Werkblick über Schürmanns Schaffen mit besonderem Schwerpunkt auf dem Wiederaufbau der Kirche gezeigt.
Der Bund Deutscher Architektinnen und Architekten (BDA) würdigte 2008 das Lebenswerk von Margot und Joachim Schürmann mit dem alle drei Jahre verliehenen Großen BDA-Preis. Die Jury begründete diese Entscheidung mit der von den Schürmanns durch die „mit dem Prinzip der Einfachheit in Material und Struktur“ erreichten „überragenden ästhetischen Atmosphäre“ ihrer Bauten. Der BDA reihte ihn damit ein unter die Preisträger Hans Scharoun, Ludwig Mies van der Rohe, Egon Eiermann und Oswald Mathias Ungers.

## Bauten
- 1952–1960: Wiederaufbau der Kath. Kirche St. Clemens (Köln-Mülheim)
- vor 1957: Pavillongebäude für die Stadtsparkasse, Komödienstraße 2 (mit Theodor Kelter)[7]
- vor 1957: Victoriahaus in Köln, Hohenzollernring Ecke Bismarckstraße (mit Theodor Kelter)[7]
- 1956–1958: Katholische Landvolkshochschule in Bad Honnef-Rhöndorf[8]
- 1957: Wohnhaus Schürmann in Köln-Lindenthal, Enckestr.[7][9]
- 1958: Haus Gold/Lackner Köln[10]
- 1959–1960: Kath. Kirche Christ König  mit Gemeindesaal und Pfarrhaus in Wuppertal[11]
- 1959: Wohnhaus Dr. Groß in Köln-Müngersdorf[12][13]
- 1959: Kirche St. Pius X. in Köln-Flittard
- 1960–1961: Wohnhausgruppe von Rautenstrauch / Eggert / Seitz in Köln-Lindenthal[12][14]
- 1960–1961: Kirche St. Stephan in Köln-Lindenthal[7][15]
- 1961: Wohnhaus Dr. Wagner in Köln-Müngersdorf[12]
- 1961–1985: Wiederaufbau von Groß St. Martin in Köln[16]
- vor 1962: Wohn- und Atelierhaus in Köln[17]
- 1961: Erzbischöfliches Kardinal-Frings-Gymnasium in Bonn-Beuel[18]
- 1963–1966, 1990–1992: Studentendorf Efferen  für die Universität zu Köln in Efferen
- vor 1964: Atelierhaus für Werner Sinapius in Königsdorf bei Köln
- 1965–1967: Kath. Gemeindezentrum St. Pius X in Neuss[7]
- 1965–1972: Staatliche Ingenieurschule für Maschinenwesen in Gummersbach[7]
- 1967: Haus An der Rosenhöhe in Darmstadt[19]
- 1967: Wohnhaus Klöckner in Köln-Hahnwald[7][20]
- 1970–1972, Kath. Pfarrkirche St. Josef (Oer-Erkenschwick) mit Kindergarten[21]
- 1971–1973: Verwaltungsgebäude Deutscher Städtetag, Köln-Marienburg (Abbruch 2010)[22]
- 1972–1981: Quartier St. Martin in Köln[23]
- 1976: Rolex-Haus, Köln-Innenstadt
- 1977: Büro- und Wohnhaus Schürmann, Lintgasse 9[24]
- 1980: Deutsche Sporthochschule Köln[25]
- 1979–83: Rathaus Bad Honnef
- 1980–82 Erweiterungsbau Cardinalstraße, Bezirksregierung Köln[26]
- 1985–1986: Wohnbebauung Haus B Block 4 für die Internationale Bauausstellung 1984 in Berlin-Kreuzberg
- 1986: Gestaltung Bahnhofsplatz Hauptbahnhof und Untergrund-Station Lokalbahnhof Salzburg (nur teilweise realisiert 1988–1996)
- um 1985: Umgestaltung Friedensplatz in Bonn
- 1989–2002: sog. Schürmann-Bau in Bonn[27]
- 1990 Bürgerhaus in Rheda-Wiedenbrück
- bis 1992: Um- und Neubauten für die Postämter Köln 1 und 3 und für das Postgiroamt Köln[28][29]
- 1995–1997: Erweiterung des Engelbert-Kämpfer-Gymnasiums, Lemgo
- 1999: Domshof-Forum in Bremen
- 2005: Erweiterung Robert-Bosch-Krankenhaus in Stuttgart[30]